# Kitab al-Masalik wa-l-Mamalik

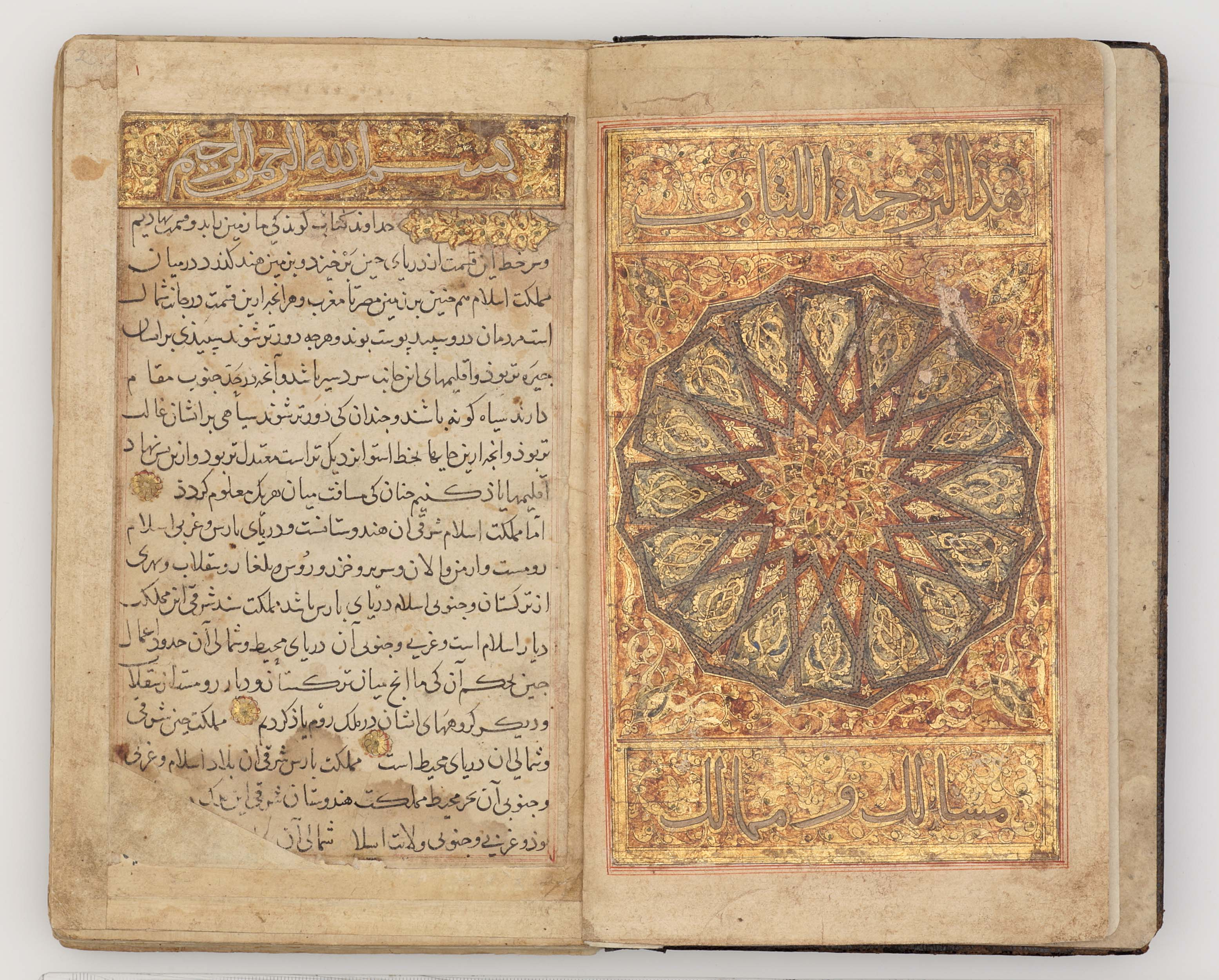
Kitāb al-Masālik wa-l-mamālik

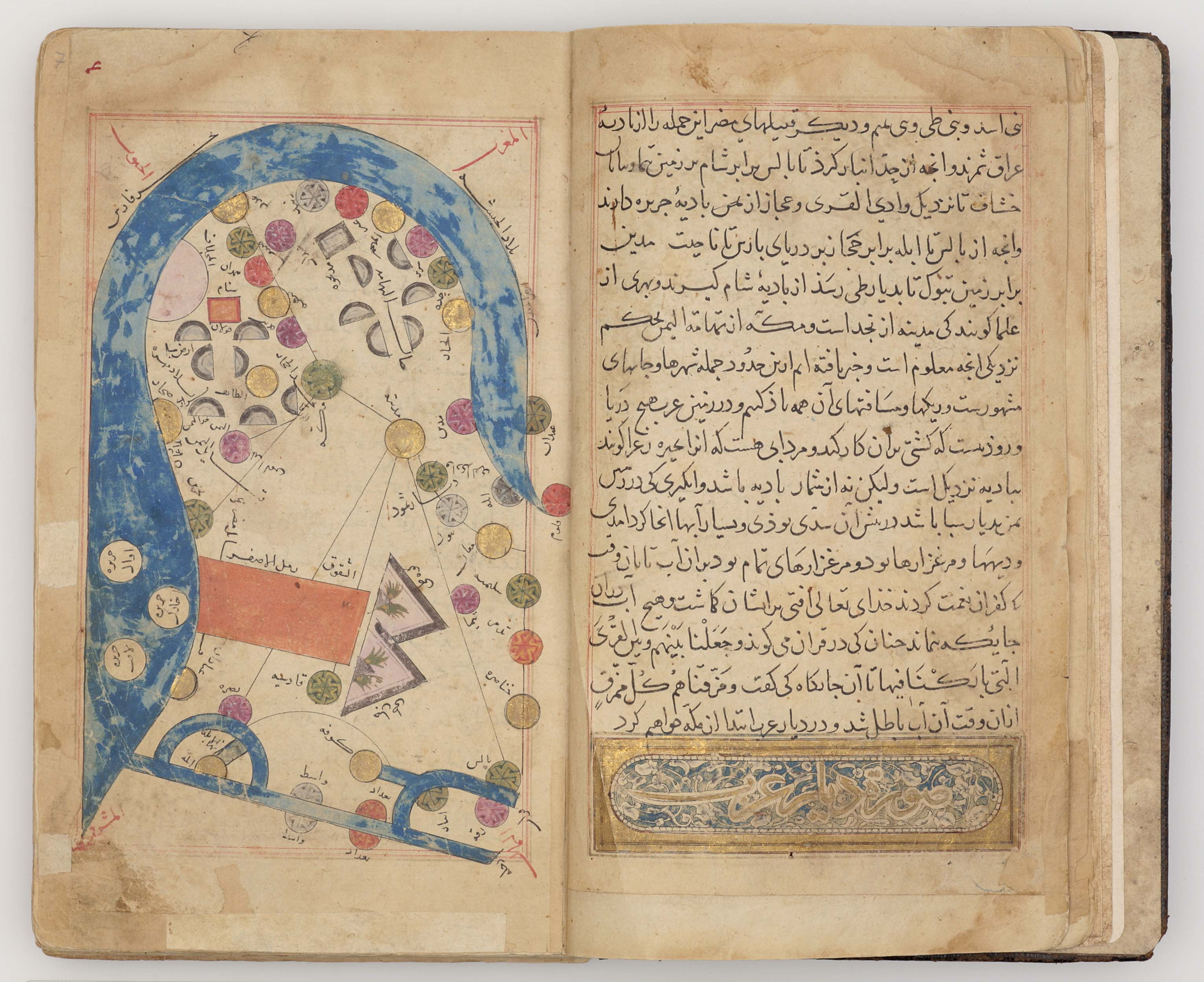
Beispiel einer Karte aus dem Buch

Das Kitāb al-Masālik wa-l-mamālik („Buch der Wege und Provinzen“; arabisch كتاب المسالك والممالك) ist ein aus der ersten Hälfte des 10. Jahrhunderts stammendes kartographisches Werk des persisch-islamischen Geographen al-Istachrī. Das Buch beschreibt die damaligen sozio-ökonomischen, kulturellen und politischen Verhältnisse in islamischen Ländern – von Indien bis nach Afrika – und enthält 21 „schablonenhafte“ Karten.
Inhaltlich handelt es sich um eine überarbeitete Version des (verschollenen) Werkes Ṣuwar al-Aqālīm von Abū Zaid al-Balchī.
Die älteste arabische Handschrift des Buches befindet sich in der Forschungsbibliothek Gotha der Universität Erfurt (Ms. orient. A 1521), die älteste persische Abschrift in der Iranischen Nationalbibliothek in Teheran.
Beide sind seit 2015 Teil des Weltdokumentenerbes in Deutschland und dem Iran. Die Nominierung wurde seitens des iranischen Nationalkomitees eingereicht und mit Beteiligung der Forschungsbibliothek Gotha erarbeitet.
Die Gothaer Handschrift wurde im Jahr 1807 in Kairo von Ulrich Jasper Seetzen für Ernst II. und August von Sachsen-Gotha-Altenburg erworben.

## Entstehung
Vor seinem Kitāb al-Masālik wa-l-Mamālik hatte al-Istachrī eine Abhandlung zu Fars geschrieben, auf die er in der Einleitung des Kapitels zu Fars hinweist. Die Abhandlung ist aber nicht erhalten. Das Kitāb al-Masālik wa-l-Mamālik wurde Anfang des 10. Jh. geschrieben. Es war ein Nachschlagewerk der islamischen Welt für ein Publikum in Administration. Das Kitāb al-Masālik wa-l-Mamālik ist ein wahrscheinlich von drei Autoren erschaffenes Werk: al-Balḫī(gest. 934), al-Istachrī und Ibn Ḥawqal, allerdings lassen sich ihre Beiträge schwer voneinander abgrenzen. Das Kitāb al-Masālik wa-l-Mamālik weist Diskrepanzen in der zeitlichen Abfolge von genannten Ereignissen auf, die aber durch die Autorenschaft mehrerer Schreiber, deren Beiträge über die Jahre vermischt wurden, erklärt werden können. Das Werk enthält keine Widmung.

## Merkmale
Das Kitāb al-Masālik wa-l-Mamālik beschreibt die islamische Welt von al-Andalus im Westen bis zur Region Sindh im Osten. Al-Istachrī geht dabei nicht auf Gottes Schöpfung oder andere Weltmodelle ein, anders als andere Autoren seiner Zeit. Al-Istachrī verfolgt keine Agenda, eine bestimmte Stadt, Region oder Herrscher in den Vordergrund zu stellen. Allerdings preist er Zentralasien (Transoxanien, Mā Warāʾ al-Nahr) für seinen Wohlstand und freundlichen Bewohner. Außerdem fällt auf, dass die Kapitel zu iranischen Regionen besonders lang sind. Das iranische Gebiet ist in die meisten Regionen unterteilt und die Kapitel zu Fars, Chorasan und Transoxanien sind die längsten Kapitel. Das Kapitel zu Fars macht 20 % des Gesamtwerks aus und das Kapitel zu Transoxanien 16 %. Dies erklärt auch, warum sein Werk Gegenstand persischer Übersetzungen war.

## Karten
Laut al-Istachrī sind die Karten der Mittelpunkt seines Buches. Fiktionale Elemente wie Gog und Magog werden zwar teilweise im Text erwähnt, aber nicht in die Karten aufgenommen.

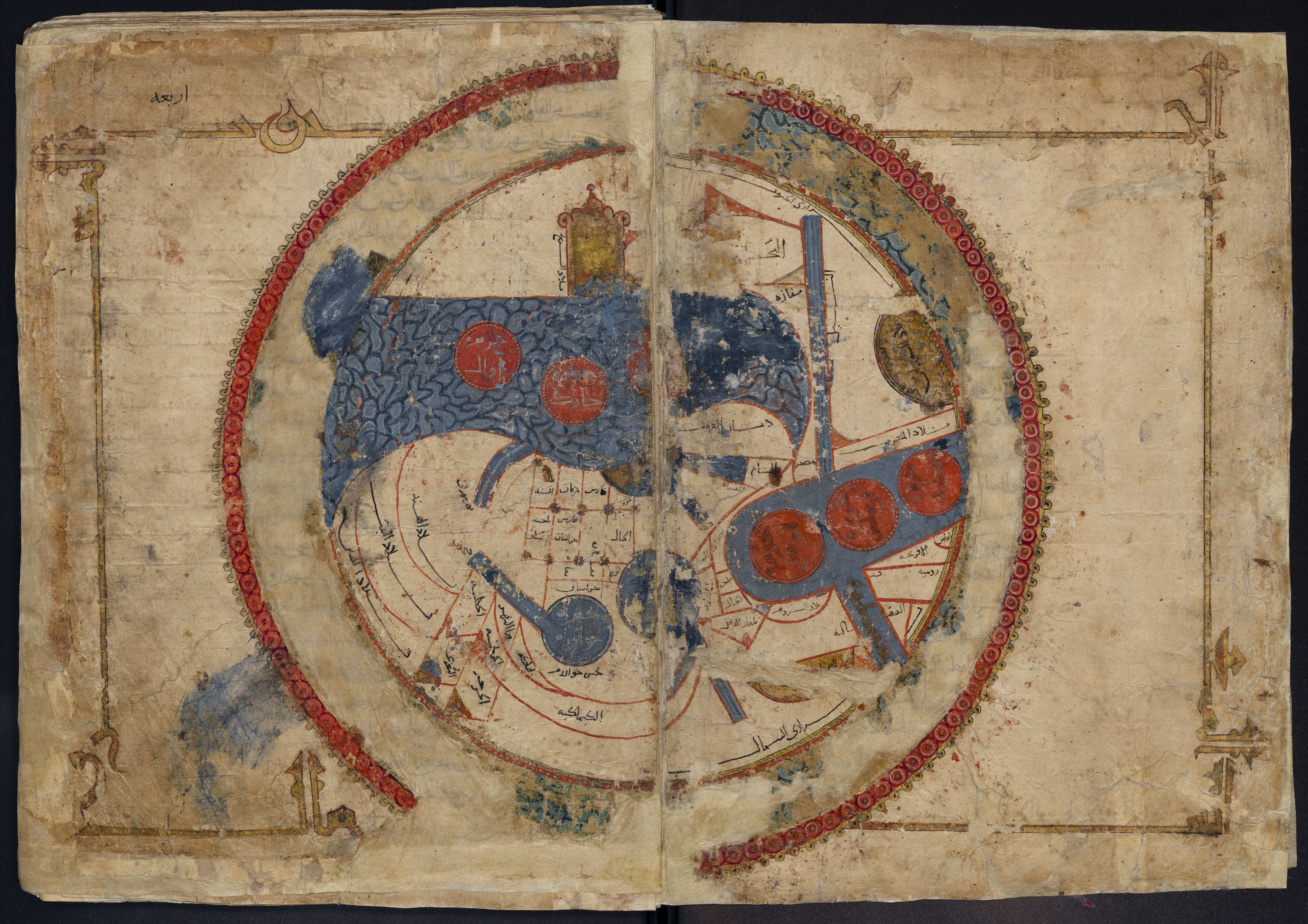
Weltkarte

Al-Istachrī zeichnete eine Weltkarte und 20 Regionalkarten. Diese Karten enthalten keine Projektionen, Koordinaten oder Raster. Al-Istachrī ging es nicht um eine physisch akkurate Darstellung der Welt. Vielmehr stand für ihn der Überblick und Orientierung im Vordergrund.
Die erste Karte ist die Weltkarte, die gleich am Anfang der Einleitung über die Welt zu sehen ist. Diese Weltkarte ist rund und nach Süden orientiert. In dieser Karte stellt al-Istachrī keine politischen Einheiten wie das umayyadische oder abbasidische Kalifat dar. Sie betont darüber hinaus nicht eine bestimmte Region. Stattdessen sollte die Karte die relative Position der Regionen zueinander zeigen. Den Norden und Süden seiner Weltkarte füllte al-Istachrī mit Wüsten, was fehlendes Wissen über die Regionen offenbart.
Ein Ozean umschließt die Welt. Das Mittelmeer (baḥr al-rūm) und das Persische Meer (baḥr fāris, bestehend aus dem Roten Meer, dem Arabischen/Persischen Golf und Teilen des Indischen Ozeans), sind als Golfe dieses umschließenden Ozeans dargestellt. Das Kaspische Meer und der Aralsee werden ebenfalls abgebildet.
Jede Karte zeigt dieselben Elemente (Städte, Gewässer, Berge, Wüsten, Routen) in denselben Farben. Welche Farben verwendet wurden, variiert nach Manuskript. Hierbei verwendete al-Istachrī keine speziellen Symbole, was das Lesen der Karte für nicht spezialisierte Leser einfacher gestaltet. Außerdem ließ er Faktoren, die die Ordnung der Karten gestört hätten, aus. Im Text zu Fars zum Beispiel schreibt er, es bestehe komplett aus Bergen, allerdings zeichnete er diese nicht ein, weil es zu viele waren.
Bei den Regionalkarten variiert die Orientierung. Diese Karten haben am Rand Grenzlinien mit Namen der angrenzenden Regionen – mehrere Karten in Kombination ermöglichen so eine visuelle Reise durch die Welt. Gewässer wurden sehr auffallend gezeichnet und fungieren ebenfalls als Bindestellen zwischen Karten, mit denen sie ein großes Bild ergeben. Allerdings waren sie in ihrer Größe nicht konsistent, al-Istachrī erwartete demnach nicht, dass man die Karten physisch aneinander hielt, sondern dass man sich die Verbindung vorstellte.

## Inhalt
Das Kitāb al-Masālik wa-l-Mamālik teilt die Welt in Reiche (mamālik), die al-Istachrī als Zivilisationen mit bestimmten Qualitäten (Religion, Kultur, Regierung, gute Politik) definiert. In diesen Sinne nennt er vier Pfeilerzivilisationen: das Sassanidische Reich, das Byzantinische Reich, Indien und China. Weitere erwähnte Reiche sind Abessinien und die Slawen. Völker, die seiner Meinung nach diese Qualifikationen nicht erfüllen, sind z. B. die Buja und die Völker Schwarzafrikas.
Er beschreibt zuerst kurz die ihm bekannte Welt und dann die islamische Welt in 20 Kapiteln. Von diesen 20 Kapiteln sind drei zu Meeren und eines zur Wüste Persiens. Die Arabische Halbinsel wird zuerst genannt, gefolgt von dem Persischen Meer. Al-Istachrī erklärt diesen Anfang mit der Bedeutung der Arabischen Halbinsel (samt heiliger Stätten) für den Islam. Er folgt hier dem Beispiel von al-Ǧāḥiẓ (gest. 869), der mit seinem Werk Kitāb al-Awṭān wa-l-Buldānder Erste war, der Mekka und Medina an den Anfang jeder geographischen Beschreibung stellte.
Al-Istachrī schreibt alles, was es zu einer Region zu wissen gibt, in ein Kapitel. Die meisten Kapitel beginnen mit einer kurzen Einleitung inklusive Karte, gefolgt von Details zu Städten der Region und am Ende Distanzen zwischen den Städten. Davon ausgenommen sind die Kapitel zu Ägypten, Mesopotamien und Irak, die die Entfernungen vor den Details nennen.
Die Beschreibungen der Regionen beinhalten in jedem Kapitel ähnliche Informationsarten, wie etwa Steuern und Kultur, Handel, Geschichte und Infrastruktur der Regionen sowie Wetter. Al-Istachrīs Fokus auf Städte fällt auf, wobei er auch auf Befestigungen und Produkte der Städte eingeht. Allerdings lassen sich nur wenige Informationen zu Sehenswürdigkeiten finden. Praktische Informationen zu Währungen, Sprachen und Gefahren werden ebenfalls größtenteils vernachlässigt.

## Überlieferung
Das Originalmanuskript (Autograph) von al-Istachrī Kitāb al-Masālik wa-l-Mamālik ist heute nicht mehr erhalten. Heute existieren 60 Manuskripte, inklusive dreier persischer und einer osmanischen Übersetzung.
Eines der ältesten Manuskripte ist aus dem Jahre 1172 und befindet sich in der Forschungsbibliothek Gotha der Universität Erfurt und ist online voll einsehbar. Seit 2015 ist es Teil des UNESCO Weltdokumentenerbes. Ein weiteres älteres Exemplar ist aus dem Jahr 1193 hat fehlende Seiten und Karten, die teilweise zerrissen und von Feuchtigkeit und Schimmel beschädigt sind. Es wurde 1876 vom österreichischen Diplomaten Alfred von Kremer erworben. Das wahrscheinlich älteste erhaltene Manuskript stammt aus dem 11. Jahrhundert und befindet sich heute in Medina.
Im Gegensatz zu anderen geographischen Werken aus dem 10. Jahrhundert wurde al-Istachrīs Kitāb al-Masālik wa-l-Mamālik dreimal ins Persische und im einmal ins Osmanische übersetzt. Die persischen Übersetzungen entstanden während der Zeit der Ilchane, der mongolischen Dynastie im persischen Raum im 13. Jahrhundert. Die Ilchane förderten Übersetzungen ins Persische, besonders beliebt hierbei waren Bücher mit Illustrationen, wie beispielsweise die Karten von al-Iṣṭaḫrī. Eine der Übersetzungen entstand in der Stadt Jand (heutiges Kasachstan), die beiden anderen eventuell in Schiras und Isfahan. In der Übersetzung aus Jand fehlen viele Teile des Textes. Diese Übersetzung ist in drei Manuskripten überliefert, das älteste von 1609 liegt heute im Nationalen Museum in Kabul, die anderen beiden Kopien wurden 1835 und 1840 von britischen Offizieren kommissioniert. Von der Übersetzung aus (wahrscheinlich) Schiras ist lediglich ein Manuskript erhalten, welches 1811 von Sir William Ouseley erworben wurde. Die Übersetzung (wahrscheinlich) aus Isfahan ist in insgesamt 32 Manuskripten erhalten. Damit gibt es deutlich mehr persische Kopien des Werkes als arabische. Die älteste Version dieser 32 Manuskripte mit der Übersetzung aus Isfahan entstand im Jahr 1307/8, die späteste Version entstand 1898.
Insgesamt zehn Manuskripte des Kitāb al-Masālik wa-l-Mamālik, in arabischer und persischer, sowie osmanischer Sprache, waren im 16. Jahrhundert Teil osmanischer Palastsammlungen in Istanbul. Sieben der zehn Manuskripte behielten den al-Istachrīs Werk samt Karten mit leichten Änderungen bei. Drei Kopien behielten lediglich den Text bei und weisen starke Änderungen der Karten auf. Dies lässt unter anderem darauf zurückführen, dass bei der Überlieferung Fehler unterlaufen sind. Unterschiede in verschiedenen Manuskripten und Übersetzungen waren nicht unüblich. Abweichungen entstanden, wenn Kopisten Korrekturen vornahmen, weil sie Wörter nicht verstanden, inhaltliche Ergänzungen hinzufügen wollten, oder selbst Fehler beim Abschreiben und Übersetzen machten. In einigen Fällen fügten sie auch eigene Dichtungen hinzu, oder nahmen im Auftrag anderer persönliche Änderungen vor.
Auch wurden die Manuskripte nicht immer dem richtigen Autor zugeschrieben (manchmal wurde Ibn Ḥawqal, al-Ǧayhānī oder Ibn Ḫurradāḏbih als Autor eines Manuskriptes betitelt), oder die Kopisten machten Fehler bei der Reihenfolge der Seiten.
Die erste Edition des arabischen Textes erschien 1839, veröffentlicht von Johann Heinrich Möller (1792–1867). 1845 wurde er von Andreas David Mordtmann (1811–1879) ins Deutsche übersetzt. Eine kritische Edition von Michael Jan de Goeje (1836–1909), basierend auf drei Manuskripten aus europäischen Bibliotheken, erschien 1870. In dieser versucht er überwiegend, bestimmte Aussagen und Karten der Hand von al-Balḫī oder der von al-Iṣṭaḫrī zuzuordnen. 1961 veröffentlichte Muḥammad Ǧābir ʿAbd al-ʿĀl al-Ḥīnī eine neue Edition, die de Goejes Ausgabe berücksichtigt, aber auf drei Manuskripten in Kairo basiert.

## Inhaltsverzeichnis
| Diyār al-ʿArab (Arabische Halbinsel)                                                 | S. 12  |
| Baḥr Fāris (Rotes Meer, Persischer Golf, Teile des Indischen Ozeans)                 | S. 28  |
| Diyār al-Maġrib (Westliches Libyen, Tunesien, Marokko, südliche Iberische Halbinsel) | S. 36  |
| Diyār Miṣr (Ägypten)                                                                 | S. 48  |
| Arḍ al-Šām (Syrien, Levante)                                                         | S. 55  |
| Baḥr al-Rūm (Mittelmeer)                                                             | S. 68  |
| Arḍ al-Ǧazīra (Mesopotamien, Nord-Irak zwischen Euphrat und Tigris)                  | S. 71  |
| Al-ʿIrāq (Süd-Irak)                                                                  | S. 78  |
| Ḫūzistān (Chuzestan)                                                                 | S. 88  |
| Bilād Fārs (Fars)                                                                    | S. 96  |
| Bilād Kirmān (Kerman)                                                                | S. 158 |
| Bilād al-Sind (Sindh)                                                                | S. 170 |
| Armīniya wa-l-Rān wa-Aḏirbayǧān (Armenien, Aserbaidschan und Urmia-See)              | S. 180 |
| Al-Ǧibāl (südlich des Kaspischen Meeres)                                             | S. 195 |
| Al-Daylam (zwischen Kaspischem Meer und Elburs-Gebirge)                              | S. 204 |
| Baḥr al-Ḫazar (Kaspisches Meer)                                                      | S. 217 |
| Mafāzat Ḫurāsān (Wüste zwischen Chorasan und Fars)                                   | S. 227 |
| Siǧistān (Sistan)                                                                    | S. 238 |
| Ḫurāsān (Chorasan)                                                                   | S. 253 |
| Mā Warāʾa al-Nahr (Transoxanien)                                                     | S. 286 |

## Digitalisierte Handschriften
- Ms. 5405 (13. Jh., Pers.), Mashhad, Āstān-i Quds-i Rażavī. al-Iṣṭakhrī, Ibrāhīm b. Muhammad: (Tarjuma al-Masālik wa-l-Mamālik). Online verfügbar.
- Ms. 5623 (15. Jh., Pers.), Mashhad, Āstān-i Quds-i Rażavī. al-Iṣṭakhrī, Ibrāhīm b. Muhammad: (Ketāb Masālek va Mamālek). Online verfügbar.
- Ms. B. 334 (ca. 1460, Pers.), Istanbul, Topkapı Sarayı Müzesi Kütüphanesi. al-Iṣṭakhrī, Ibrāhīm b. Muhammad: Tarjuma al-Masālik wa-l-Mamālik. Online verfügbar.
- Ms. Cod. orient. 300 (1675, Ar.), Hamburg, Staats- und Universitätsbibliothek Hamburg Carl von Ossietzky. al-Iṣṭakhrī, Ibrāhīm b. Muhammad: (Ṣuwar al-Aqālīm). Online verfügbar.
- Ms. IO Islamic 1026 (Ethé 707) (14. Jh., Pers.), London, British Library. al-Iṣṭakhrī, Ibrāhīm b. Muhammad: (al-Masālik va al-Mamālik). Online verfügbar
- Ms. Or. 3101 (1193, Ar.), Leiden, Universitaire Bibliotheken Leiden. al-Iṣṭakhrī, Ibrāhīm b. Muhammad: Kitāb al-Masālik wa-l-Mamālik. Online verfügbar.
- Ms. Or. fol. 3177 (1864, Pers.), Berlin, Staatsbibliothek zu Berlin. al-Iṣṭakhrī, Ibrāhīm b. Muhammad: (Jughrāfiyā). Online verfügbar.
- Ms. Orient A. 1521 (1172, Ar.), Gotha, Forschungsbibliothek. al-Iṣṭakhrī, Ibrāhīm b. Muhammad: Kitāb al-Aqālīm. Online verfügbar.

## Werkausgaben
- Das Buch der Länder von Schech Ebu Ishak el Farsi el Isztachri. Aus dem Arabischen übersetzt von A. D. Mordtmann. Nebst einem Vorwort von C. Ritter (Schriften der Akademie von Ham Band 1, Abth. 2). Rauhes Haus, Hamburg 1845, Digitalisat
- Al-Istakhri: Kitāb al-Masālik wa-l-Mamālik (Bibliotheca Geographorum Arabicorum), herausgegeben von Michael Jan de Goeje. 2. Aufl., Brill, Leiden 1927, Digitalisat
- Al-Istakhri. Kitāb al-Masālik wa-l-Mamālik. Edited by Muḥammad Jābir ʿAbd al-ʿĀl al-Ḥīnī. Cairo: Dār al-Qalam, 1961.
- Al-Istakhri: The Oriental Geography of Ebn Haukal. An Arabian Traveler of the Tenth Century, transl. by William Ouseley. Cadell, London 1800, Digitalisat